# Edeby
Edeby – miejscowość (tätort) w Szwecji, w regionie administracyjnym (län) Uppsala, w gminie Knivsta.
Według danych Szwedzkiego Urzędu Statystycznego liczba ludności wyniosła: 243 (31 grudnia 2015), 252 (31 grudnia 2018) i 251 (31 grudnia 2019).